# Vytautas Lapėnas
Vytautas Lapėnas (* 11. Januar 1958 in Kyburiai, Rajongemeinde Pasvalys; †  14. Januar 2008 in Rojūnai, Rajongemeinde Panevėžys) war ein litauischer Politiker und Kunstflug-Pilot.

## Leben
Nach dem Abitur 1976 an der Petras-Vileišis-Mittelschule in Pasvalys absolvierte er von 1980 bis 1985 das Diplomstudium der Autotransportwirtschaft am Vilniaus inžinerinis statybos institutas.
1985 wurde er Meister im akrobatischen Fliegen in der Sowjetunion und 1989 in Europa. Von 1992 bis 2000 war er Trainer in Spanien. 2000 war er Mitglied im Stadtrat Panevėžys und Leiter der eigenen Schule „Vytauto Lapėno skraidymo mokykla“ in Paįstris bei Panevėžys, von 2000 bis 2004 Mitglied im Seimas.
Ab 1999 war er Mitglied von Lietuvos liberalų sąjunga und ab 2002 der Liberalų demokratų partija.
2008 starb er im Flughafen Rojūnai bei Panevėžys.